# Tenuiphantes plumipes
Tenuiphantes plumipes är en spindelart som först beskrevs av Andrei V. Tanasevitch 1987.  Tenuiphantes plumipes ingår i släktet Tenuiphantes och familjen täckvävarspindlar.
Artens utbredningsområde är Nepal. Inga underarter finns listade i Catalogue of Life.